# The Underside of Power
The Underside of Power è il secondo album della band americana Algiers. L'album è stato pubblicato da Matador Records il 23 giugno 2017. L'album è stato prodotto da Adrian Utley dei Portishead e dal suo frequente collaboratore Ali Chant. È stato anche il primo album della band a presentare il batterista Matt Tong come membro a tempo pieno.

## Accoglienza
The Underside of Power ha ricevuto ampi consensi dalla critica musicale contemporanea. Su Metacritic, che assegna un punteggio normalizzato di 100 alle recensioni dei critici mainstream, l'album ha ricevuto un punteggio medio di 86, basato su 21 recensioni, che indica "il plauso universale".
Nella sua recensione per AllMusic, Thom Jurek ha scritto che "Algeri alla fine capovolge inaspettatamente il giorno del giudizio. In The Underside of Power, affermano che anche in mezzo alla violenza, all'oscurità e all'orrore, lo spirito umano si afferma attraverso la testimonianza e la resistenza, portando non solo alla consolazione, ma alla redenzione."

## Riconoscimenti
Secondo il sito web Acclaimed Music, The Underside of Power è il 23º album più acclamato dell'anno e il 190° più acclamato del decennio.

## Tracce
1. Walk Like a Panther – 3:10
2. Cry of the Martyrs – 4:03
3. The Underside of Power – 4:12
4. Death March – 4:31
5. A Murmur. A Sign. – 3:43
6. Mme Rieux – 3:34
7. Cleveland – 3:46
8. Animals – 2:33
9. Plague Years – 2:52
10. Hymn for an Average Man – 4:10
11. Bury Me Standing – 2:25
12. The Cycle/The Spiral: Time to Go Down Slowly – 5:25